# International Rugby Challenge
International Rugby Challenge est un jeu vidéo de rugby développé par Oxford Mobius et édité par Domark en 1993 sur Amiga, Atari ST, DOS et Mega Drive.